# 메르켈 마름모
메르켈 마름모(Merkel-Raute), 메르켈 다이아몬드(Merkel diamond), 권력의 삼각형(Triangle of Power)은 손끝이 엄지손가락과 만나도록 배 앞에 손을 얹는 제스처이다. 검지끼리 대략적인 사각형 모양을 이룬다. 전 독일 총리 앙겔라 메르켈의 이 시그니처 제스처는 "아마도 세계에서 가장 잘 알려진 손 제스처 중 하나"로 묘사되었다.
메르켈 마름모가 그녀의 트레이드마크로 어떻게 소개되었는지에 대한 질문에 마르켈은 "팔을 어떻게 해야 할지에 대한 질문이 항상 있었고 그것이 그렇게 된 것"이라고 말했다. 그녀는 "특정한 대칭성을 담고 있기 때문에" 상담사의 도움 없이 이 제스처를 선택했다.